# Sex en gros
Sex en gros er en dokumentarfilm instrueret af Nils Vest.

## Handling
En enkelt, rent registrerende social reportage i 12 afsnit fra det nyligt legaliserede danske pornomiljø.
Indeholder ca 5 minutter med utilsløret dyresex, og kan derfor virke stødende ved offentlige visninger.